# Hooray for Boobies
Hooray for Boobies е третият албум на американската фънк метъл група Bloodhound Gang, който излиза през 1999 в САЩ, а година по-късно и в Европа. Това е албумът, чрез който групата придобива своята известност по целия свят. Сингълът The Bad Touch, звучащ като диско хит от 80-те години на 20 век, се превръща в най-успешната и популярна песен на групата за всички времена и не слиза от радио и телевизионния ефир. Музиката в албума като цяло е значително по-разнообразна и на моменти по-тежка от тази в One Fierce Beer Coaster, съчетана с още по-неприлични текстове и пародии, но все така опростена и танцувална. Песента Three Point One Four е озаглавена първоначално Vagina, но издателската компания не позволява на обложката на албума да фигурира подобно заглавие и членовете на групата решават да го подменят с хитра игра на думи. Three Point One Four изразява литералната форма на математическото число пи (3,14), чието изписване и изговаряне на английски (pi) силно се доближава до това на думата „пай“ (pie), която се използва разговорно за женски полов орган. Сексуалта тематика е продължена в откровенията на Джими Поп към любимата му порно актриса Чейси Лейн в The Ballad of Chasey Lain и допълнена в парчето, възхваляващо оралната любов Yummy Down On This. Интерес представлява и песента „Mоре“, в която са преплетени семпли и мотиви от редица поп и рок групи и изпълнители като Metallica (заимстван е фрагмет от песента For Whom the Bell Tolls), Frankie Goes To Hollywood, Falco и дори мелодийка от компютърната игра Pacman, а самата песен пародира и осмива редица американски телевизионни предавания, изпълнители и популярни личности и институции. И тук, както в предния албум, фигурира едно кавър парче в лицето на финалната Along Comes Mary, изпълнена в оригинал от американската поп група The Assotiations през 1966 година. Песента е издадена като сингъл още в началото на 1998 и е избрана за саундтрака към комедийния филм „Недопечен“, появил се по кината същата година. Друга песен от албума, The Inevitable Return of the Great White Dope, също намира място във филмов саундтрак, звучейки при финалните надписи на пародийния филм „Страшен филм“.
Европейската версия на албума се появява на пазара без две от оригинално вкючените в албума песни, Take the Long Way Home и Right Turn Clyde, поради неразбирателство за авторските права съответно с групите Supertramp (чийто оригинал е първата песен) и Pink Floyd (заради фрагмет от припева на техния хит Another Brick in the Wall, появяващ се в песента на Bloodhound Gang с променен текст).
Малко след края на записите по албума групата напуска барабанистът Спанки Джи, който е заменен от Уили The New Guy след специален конкурс. Уили няма участие в албума, но е зад барабаните в повечето от клиповете към него.

## Песни
1. I Hope You Die – 3:39
2. The Inevitable Return of the Great White Dope – 4:02
3. Mama's Boy – 0:34
4. Three Point One Four – 3:55
5. Mope – 4:36
6. Yummy Down on This – 3:48
7. The Ballad of Chasey Lain – 2:21
8. R.S.V.P. – 0:15
9. Magna Cum Nada – 4:00
10. The Bad Touch – 4:20
11. That Cough Came With a Prize – 0:14
12. Take the Long Way Home – 3:07
13. Hell Yeah – 5:02
14. Right Turn Clyde – 5:24
15. This is Stupid – 0:10
16. A Lap Dance Is So Much Better When the Stripper Is Crying – 5:37
17. The Ten Coolest Things About New Jersey – 0:10
18. Along Comes Mary – 3:25

## Сингли
- Along Comes Mary (1998)
- The Bad Touch (2000)
- The Ballad of Chasey Lain (2000)
- The Inevitable Return of the Great White Dope (2000)
- Mope (2000)

## Музиканти
- Джими Поп – вокали
- Люпус Тъндър – китари
- Джаред Хаселхоф – бас китара
- Спанки Джи – барабани
- DJ Q-Ball – диджей, вокали